# Medalla por la Construcción del Ferrocarril Baikal-Amur
La Medalla por la Construcción del Ferrocarril Baikal-Amur (en ruso: Медаль «За строительство Байкало-Амурской магистрали»), es una medalla civil de la Unión Soviética establecido el 8 de octubre de 1976 por Decreto del Presídium del Sóviet Supremo de la Unión Soviética. Para reconocer a las personas que tuvieron una participación activa en la construcción del ferrocarril Baikal-Amur, un enorme proyecto de varios años bajo el liderazgo del entonces Secretario General del Partido Comunista de la Unión Soviética Leonid Brézhnev. El estatuto de la medalla fue enmendado el 18 de julio de 1980 por decreto del Presídium del Sóviet Supremo de la Unión Soviética N.º 2523-X.

## Estatuto de medalla
La medalla fue otorgada a los participantes activos en la construcción del ferrocarril Baikal-Amur, en el tramo ferroviario Bam - Tynda - Berkakit, en el segundo tramo ferroviario Taishet - Lena, en las instalaciones de producción, en la construcción de viviendas para los trabajadores civiles, por un buen trabajo en la construcción, por diseños de alta calidad y trabajos de topografía, por un trabajo honesto en las empresas, instituciones y organizaciones que apoyan directamente los esfuerzos de construcción y los trabajadores. La medalla generalmente se otorgaba a los trabajadores, técnicos en ingeniería y empleados que trabajaron en el proyecto, en su construcción, diseño o mantenimiento durante al menos tres años, en el período comprendido entre julio de 1974 y diciembre de 1985.
Las solicitudes para la concesión de la medalla eran iniciadas por la administración del Partido, los sindicatos y las organizaciones, empresas, instituciones y organizaciones del Komsomol y remitían las listas al Ministerio de Construcción de Transportes de la URSS para su revisión. Los nombres de los destinatarios se enviaban a continuación a los comités ejecutivos del óblast de Amur, óblast de Irkutsk, óblast de Chitá, Consejo Regional de Diputados del Pueblo de Jabárovsk y al Presídium del Sóviet Supremo de las Repúblicas Autónomas Socialistas Soviéticas de Buriatia y Yakutia, que, tras su consideración final, otorgaban la medalla en nombre del Presídium del Sóviet Supremo de la RSFS de Rusia en las comunidades de residencia de los destinatarios.
La medalla se coloca en el lado izquierdo del pecho y, si usa junto con otras medallas de la URSS, se coloca justo después de la Medalla por el Desarrollo de las Tierras Vírgenes. Si se usa en presencia de órdenes o medallas de la Federación de Rusia, estos últimos tienen prioridad.
Cada medalla venía con un certificado de premio, este certificado se presentaba en forma de un pequeño folleto de cartón de 8 cm por 11 cm con el nombre del premio, los datos del destinatario y un sello oficial y una firma en el interior. Mediante decreto de 5 de febrero de 1951, la medalla y su certificado quedaban en posesión de la familia del receptor (hasta entonces se debían devolver al Estado, en caso de fallecimiento del beneficiario). 
En solo nueve años, este tipo de medalla fue otorgado a 170 000 constructores y trabajadores ferroviarios, así como a los miembros del Komsomol que trabajaron por el desarrollo del ferrocarril.

## Descripción

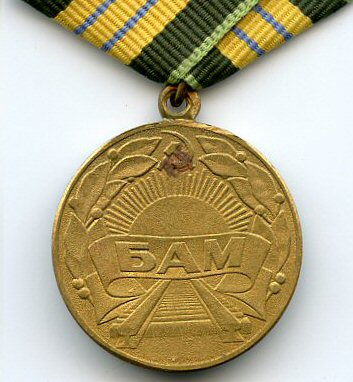
Reverso de la medalla

La medalla está fabricada en latón y tiene la forma de un círculo regular con un diámetro de 32 mm con un borde elevado por ambos lados.  
En el anverso, al fondo en la mitad izquierda de la medalla, la imagen en relieve de colinas y un tren que va a la izquierda por un puente sobre un río, debajo del puente, la inscripción en relieve en cinco líneas «Por la construcción del Ferrocalil Baikal-Amur» (en rusoː «За строительство Байкало-Амурской магистрали»), en la mitad derecha de la medalla, los perfiles izquierdos de un hombre y una mujer, el hombre con casco de construcción, la mujer más cerca y ligeramente a la derecha.
En el reverso de la medalla, enmarcada por ramas de laurel, hay una imagen del sol y una línea de ferrocarril que se aleja, atravesada por una cinta con la inscripción «БАМ» (ruso: Байкало-Амурской магистрали; Ferrocarril Baikal-Amur). En la parte superior de la medalla hay una imagen de una hoz y un martillo.
La medalla está unida por medio de un ojal y un anillo a un bloque pentagonal cubierto con una cinta de muaré de seda de 24 mm de ancho con franjas verde oscuro a lo largo de los bordes de 6 mm de ancho y tres franjas longitudinales de color amarillo claro en el medio de 3 mm de ancho. Las franjas de color amarillo claro están separadas por dos franjas grises longitudinales. Los laterales de la cinta están bordeados con franjas estrechas de color verde claro.